# Marcelo Castro
Marcelo Costa e Castro (São Raimundo Nonato, Piauí; 9 de juny de 1950) és un metge i polític brasiler. Va ser ministre de Salut en el segon govern Dilma Rousseff.

## Biografia
És fill de José Dias de Castro i Clotildes Costa e Castro. Va graduar-se en Medicina per la Universitat Federal de Piauí i va obtenir el doctorat en Psiquiatria en la Universitat Federal de Rio de Janeiro.
Va ingressar en el PMDB i va obtenir tres escons consecutius en l'assemblea estatal de Piauí (1983, 1987 i 1991). El 1998 va candidatar-se com a Diputat federal, càrrec que va anar revalidant fins al 2018. Tot seguit va ser elegit senador pel seu estat, pel mandat 2019-2026.
L'1 d'octubre de 2015 va ser nomenat Ministre de Salut per la presidenta Dilma Rousseff. Degut al procés de destitució de Dilma Rousseff, Castro va decidir presentar la seva dimissió el 27 d'abril de 2016.